# Prezydent Wrocławia

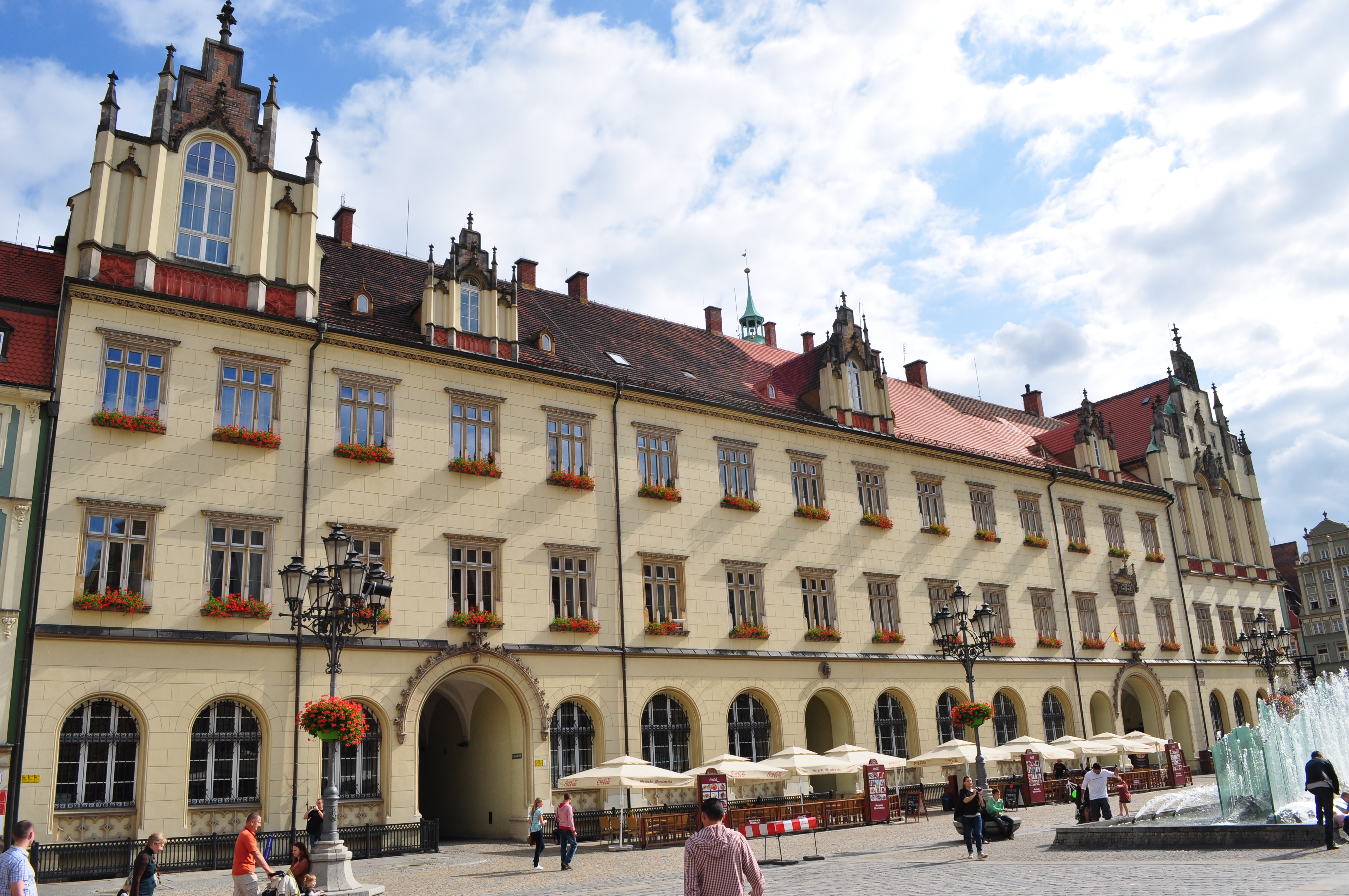
Nowy Ratusz we Wrocławiu, siedziba Prezydenta Wrocławia

Prezydent Wrocławia – organ wykonawczy Miasta Wrocławia.
Przed II wojną światową nie było urzędu prezydenta miasta, istniał natomiast urząd nadburmistrza.
Bezpośrednio po II wojnie światowej, aż do reformy organów władzy w Polsce w 1950, na urząd ten wyznaczały swoich przedstawicieli bezpośrednio władze centralne. Pierwszym prezydentem był Bolesław Drobner, po nim Aleksander Wachniewski, a następnie Bronisław Kupczyński.
Po reformie w czerwcu 1950 rolę prezydentów miast przejęli przewodniczący Miejskich Rad Narodowych, ten stan rzeczy obowiązywał do grudnia 1973. W czerwcu 1975 połączono Miejską Radę Narodową z Wojewódzką Radą Narodową, a funkcję prezydenta Wrocławia pełnił (do czerwca 1984, kiedy funkcje te ponownie rozdzielono) wojewoda wrocławski.
Począwszy od 4 czerwca 1990 prezydenta Wrocławia wybierała Rada Miasta bezwzględną większością głosów ustawowego swego składu, pochodzącego z bezpośrednich wyborów samorządowych. Pierwszym wybranym w ten sposób prezydentem Wrocławia został Bogdan Zdrojewski (pełnił ten urząd 11 lat, do maja 2001); po nim przez półtora roku prezydentem był Stanisław Huskowski. Od 2002 r. wójtowie (burmistrzowie, prezydenci miast) wybierani są przez wyborców w wyborach bezpośrednich. Przez cztery kadencje urząd ten piastował (po wygranych wyborach w 2002, 2006, 2010 i 2014) Rafał Dutkiewicz, a od 2018 r. – Jacek Sutryk.

## Przedmiot działalności
Prezydentowi bezpośrednio podlegają następujące komórki organizacyjne Urzędu Miejskiego Wrocławia:
- Wydział Prawny;
- Biuro ds. Bezpieczeństwa Informacji;
- Pion Ochrony Informacji Niejawnych;
- Departament Infrastruktury i Transportu;
- Departament Spraw Społecznych;
- Departament Prezydenta, w skład którego wchodzą:
  - Wydział Komunikacji Społecznej
  - Biuro Prezydenta
  - Biuro Nadzoru Właścicielskiego
  - Biuro Rady Miejskiej Wrocławia
  - Biuro Miejskiego Rzecznika Konsumentów
  - Biuro Współpracy z Zagranicą
  - Biuro Promocji Miasta i Turystyki
  - Biuro Współpracy z Uczelniami Wyższymi
  - Biuro SmartCity i Zarządzania Projektami
  - Zespół Audytu Wewnętrznego

Prezydent nadzoruje Straż Miejską Wrocławia.
Prezydent Wrocławia urzęduje w Nowym Ratuszu w Rynku (adres: Sukiennice 9).

## Lista prezydentów
| lp. | Imię i nazwisko      | Kadencja  | Przynależność partyjna lub partia popierająca | Przynależność partyjna lub partia popierająca |
| --- | -------------------- | --------- | --------------------------------------------- | --------------------------------------------- |
| 1   | Stanisław Apoznański | 1984–1985 |                                               | Polska Zjednoczona Partia Robotnicza          |
| 2   | Stefan Skąpski       | 1986–1990 |                                               | Polska Zjednoczona Partia Robotnicza          |
| 3   | Bogdan Zdrojewski    | 1990–2001 |                                               | Platforma Obywatelska                         |
| 4   | Stanisław Huskowski  | 2001–2002 |                                               | Platforma Obywatelska                         |
| 5   | Rafał Dutkiewicz     | 2002–2018 |                                               | Platforma Obywatelska                         |
| 6   | Jacek Sutryk         | od 2018   |                                               | bezpartyjny                                   |

Lista nadburmistrzów, prezydentów i przewodniczących Miejskiej Rady Narodowej znajduje się w artykule zarządcy Wrocławia.